# Junior Kelly
Pour les articles homonymes, voir Kelly.
Junior Kelly, Morgan Keith de son vrai nom, est un chanteur jamaïcain né le 23 septembre 1969 à Kingston.
Il est une icône de la scène new-roots.

## Biographie
Née à Kingston, Morgan a fait ses études à l’école secondaire St. Catherine. Le frère cadet de DJ Jim Kelly a réalisé son premier enregistrement en 1985. Après le décès de son frère, il a travaillé sous le nom de Junior Kelly. 
Un succès limité dans une série de singles dans les années 1990 (son single de 1995, "Go to Hell", une attaque contre le système politique jamaïcain, est interdit sur les ondes de son pays d'origine), mais son succès de 1999, "If Love So Nice", conduit à un album, hausse, enregistrée au Royaume - Uni avec Mafia & Fluxy. "If Love So Nice" poursuit son succès à la fois en Jamaïque et à l’international. Son succès a suscité l’intérêt de VP Records, pour qui il a enregistré l’album de 2001 Love So Nice, qui comprenait le tube "Boom Draw", et des musiciens tels que Leroy Wallace, Dean Fraser et Winston Bowen. 
En 2001, il a participé au titre "Life is So Confusing " du chanteur-compositeur-interprète et producteur Emmanuel Anebsa. 
Le deuxième album de Kelly pour VP, Smile, largement autoproduit, est sorti en 2003. L'album de 2005, Tough Life, met en vedette un duo avec June Lodge dans "Love You Like That" (une mise à jour de son tube "Someone Loves You"). L’album Tough Life comprenait également Rasta Should Be Deeper, une chanson à succès précédemment publiée sur Hi-Score Music, enregistrée et mixée par Vladi Vargas de Soundism. 
En 2010, il publia Red Pond, le titre de l'album, référence à la communauté des ghettos de Spanish Town, avec des contributions de Ras Shiloh, Lukie D et de la reine Ifrica. 
Fin 2015, il a sorti l'album Urban Poet, suivi de tournées promotionnelles en Europe et dans les Caraïbes.

## Discographie albums
- 2000
  - Rise
- 2001
  - Standing Firm
  - Love so nice
  - 3 Wise Men vol. 2
  - Juvenile
  - Juvenile in Dub
- 2002
  - Conscious Voice
  - Kings of Zion
- 2003
  - Smile
  - Bless
  - Toe 2 Toe Vol 5 (avec Sizzla)
- 2004
  - Creation
  - Tough life
  - Kings of Zion Part II
- 2005
  - The Best Of
- 2006
  - Live in San Francisco
- 2008
  - Greatest Hits
- 2010
  - "Red Pond"
- 2013
  - "Piece Of The Pie"